# Новое Заберезово
Новое Заберезово — деревня Краснослободского района Республики Мордовия в составе Старосиндровского сельского поселения. 

## География
Находится на расстоянии примерно 21 километр по прямой на восток-северо-восток от районного центра города Краснослободск.

## История
Известна с 1894 года, когда она была учтена как Заберезовский Выселок - деревня Краснослободского уезда из 58 дворов.

## Население
| 2010 |
| ---- |
| 12   |

Постоянное население составляло 35 человек (русские 97%) в 2002 году, 12 в 2010 году .